# علية نزارباييفا
علية ألبيسكزي نزارباييفا (بالقازاقية: Әлия Нұрсұлтанқызы Назарбаева)، ولدت في 2 مارس 1980 في ألما آتا (كازاخستان السوفيتية بالاتحاد السوفياتي) سيدة أعمال من كازاخستان، والابنة الصغرى للرئيس الكازاخي نور سلطان نزارباييف. تربت في كازاخستان، وأكملت دراستها في المملكة المتحدة والولايات المتحدة. بالإضافة إلى لغتها الأم تتحدث الإنكليزية والألمانية والروسية.